# Eggermühlen
Eggermühlen est une municipalité allemande du land de Basse-Saxe et l'arrondissement d'Osnabrück. En 2014, elle comptait 1 711 hab.

## Source
- (de) Cet article est partiellement ou en totalité issu de l’article de Wikipédia en allemand intitulé « Eggermühlen » (voir la liste des auteurs).